# Cylon
Pour les articles homonymes, voir Cylon (homonymie).
Cylon (en grec ancien Κύλων / Kýlôn) est un conspirateur athénien du VIIe siècle av. J.-C.

## Biographie

### Famille
Selon Hérodote et Thucydide, Cylon est issu des Eupatrides, l'aristocratie athénienne. Il est le gendre de Théagène, tyran de Mégare.

### Vie personnelle
Thucydide indique qu'il se détermine sur la foi de l'oracle de Delphes. il est également ancien champion olympique (il remporte le diaulos, double stade environ 384 m, lors des 35e Jeux olympiques, en 640 av. J.-C.). 

### Tentative d'instauration d'une tyrannie
Avec le soutien de Théagène, il tente vers 632 av. J.-C. (la date exacte est impossible à établir) de s'emparer du pouvoir à Athènes et d'imposer une tyrannie. Selon Thucydide, il déclenche sa révolte le jour des diasies, grande fête à Athènes en l'honneur de Zeus Meilichios. 
Cylon réussit à s'emparer de l'Acropole mais il cède face à la détermination des Athéniens, principalement ceux des campagnes. Assiégés et poussés par la faim, Cylon et son frère se placent sous la protection d'Athéna, au pied de son autel. Selon Thucydide, neuf archontes (les trois archontes et six thesmothètes) sont alors chargés de la surveillance des insurgés et dotés des pleins pouvoirs. Chez Hérodote, ce sont les prytanes des naucrares, qui gouvernent alors à Athènes selon lui, qui prennent en main l'affaire.
On promet aux conjurés la vie sauve mais ceux-ci sont mis à mort, alors que certains, ses parents et son frère, aussitôt après leur reddition, note Thucydide, s'étaient pourtant réfugiés auprès des Augustes Déesses. Plutarque décrit la scène en détail : les conjurés auraient attaché un fil à la statue d'Athéna, pour rester sous sa protection ; le fil s'étant rompu devant le temple des Augustes Déesses, ils auraient été massacrés sur-le-champ sous prétexte que la protection divine leur avait été refusée. Si Thucydide ne mentionne aucun nom particulier à cette occasion, Hérodote nomme les Alcméonides, l'une des grandes familles eupatrides. C'est Plutarque qui précise que Mégaclès, un Alcméonide, est alors archonte.
Les sacrilèges sont ensuite exilés et on fait appel à Épiménide le Crétois pour purifier la cité et ramener la concorde. La « malédiction des Alcméonides » est ensuite une rengaine de l'Athènes classique : elle est reprise par le roi de Sparte Cléomène Ier, qui soutient l'Athénien Isagoras contre Clisthène à l'élection pour la magistrature d'archonte éponyme. Il demande en effet l'exil des Alcméonides pour permettre à Isagoras d'accéder à la charge. Alcibiade et Périclès subissent à leur tour des rappels du sacrilège.
Il est difficile d'interpréter la tentative de Cylon. Une explication souvent avancée est celle de la résistance de l'aristocratie athénienne au courant réformiste qui aboutit aux décrets de Solon.

## Archéologie
En avril 2016, le ministère grec de la Culture annonce la découverte de deux fosses communes dans la nécropole de Phalère, près d'Athènes, contenant les restes de 80 hommes jeunes, décédés de manière violente et enchaînés. Les chercheurs considèrent qu'il pourrait s'agir des dépouilles des partisans de Cylon.